# Colville Lake (ort)
Colville Lake är en ort i Kanada.   Den ligger i territoriet Northwest Territories, i den centrala delen av landet, 3 800 km nordväst om huvudstaden Ottawa. Colville Lake ligger 244 meter över havet och antalet invånare är 149. Den ligger vid sjön Colville Lake.
Terrängen runt Colville Lake är platt. Trakten runt Colville Lake är nära nog obefolkad, med mindre än två invånare per kvadratkilometer..